# Placidus Much

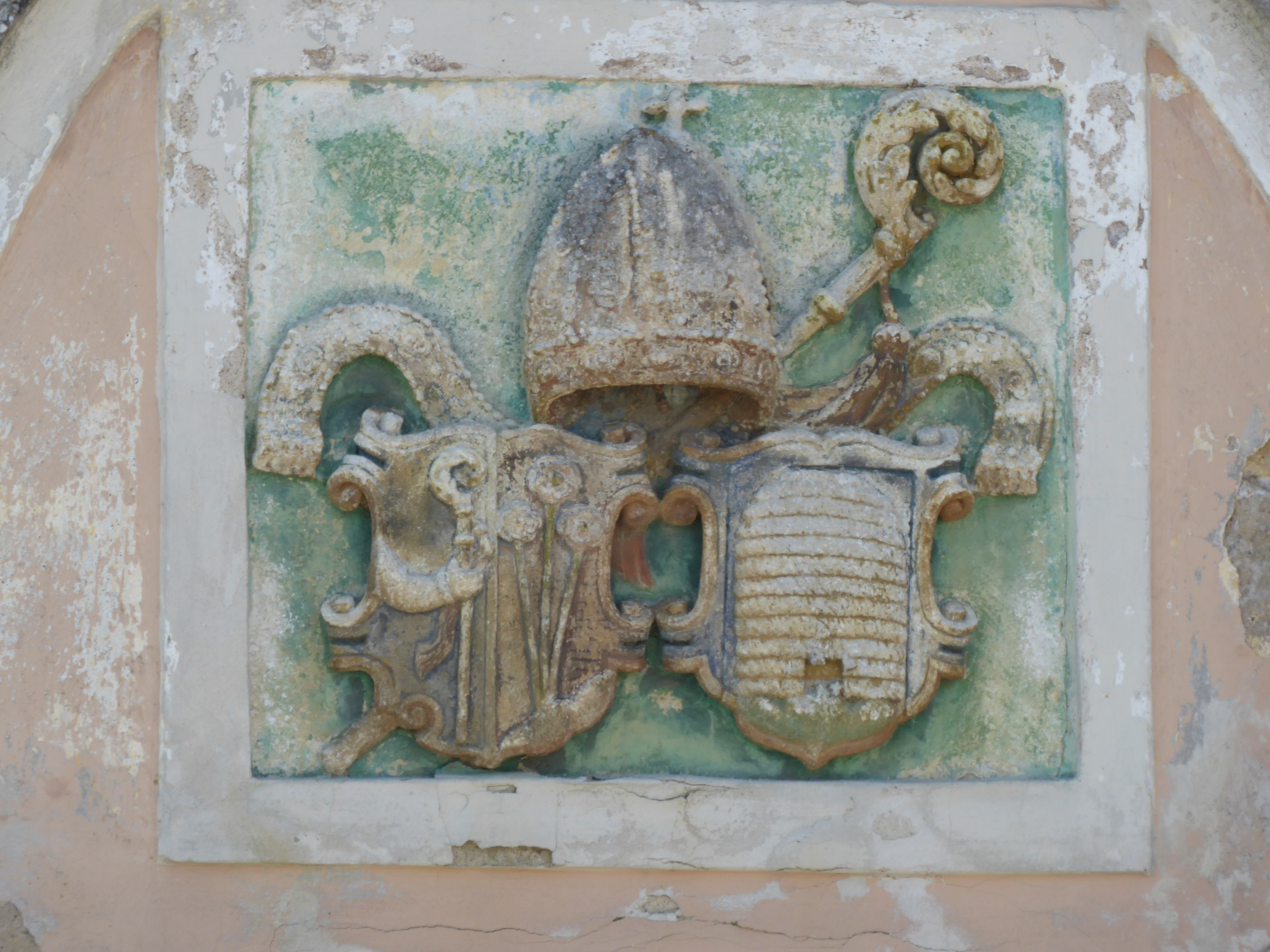
Wappen von Abt Placidus Much am Altenburger Stiftshof in Zöbing

Placidus Much OSB (* 1. Mai 1685 in Straning; † 15. August 1756 in Altenburg) war Abt im Stift Altenburg und Bauherr während der Barockisierung des Stiftes.

## Leben
Placidus Much wurde als Sohn des Weinbauern Johann Michael Much und seiner Frau Barbara auf den Namen Johann Philipp getauft. An der Universität Wien studierte er Philosophie und später Theologie und trat 1707 ins Benediktinerkloster Stift Altenburg ein, wo er 1708 das Gelübde ablegte und den Ordensnamen Placidus annahm. Im Jahr 1711 wurde er zum Priester geweiht und begann an der von Abt Maurus Boxler gegründeten philosophisch-theologischen Hauslehranstalt zu lehren.
1715 wurde Placidus Much 40. Abt des Stiftes. Durch seine schulischen Verbindungen zum Piaristengymnasium Horn etablierte Abt Placidus das Stift Altenburg als geistliches Zentrum, das er von Baumeister Joseph Munggenast auch modernisieren ließ. Beim Umbau 1729/1730 wurden die älteren Bauteile der gotischen Kirche in den barocken Neubau und den Prälatenhof einbezogen, die 200 Meter lange Ostfront mit dem Marmortrakt und der Bibliothek sowie der große Stiftshof wurden aber neu konzipiert. Für die Innenausstattung gewann Abt Placidus bedeutende Künstler wie Paul Troger für die Fresken oder Johann Georg Schmidt für die Altarbilder. Hinter den ausgeklügelten Bilderrätseln vermutet man den Abt selbst, der mit den antiken Philosophen und auch mit dem Gedankengut der Aufklärung vertraut war.
Ähnlich bedeutend war Abt Placidus’ Beitrag bei der Errichtung der Wallfahrtskirche Maria Dreieichen, wo er die Finanzierung auf eine breite Basis stellte.